# Persone di nome Raúl/Calciatori
| Questa pagina contiene informazioni ricavate automaticamente dalle voci biografiche con l'ausilio del template Bio e di un bot. L'aggiornamento è periodico e automatico e ricostruisce completamente la pagina. Se manca una persona in questa lista, sei pregato di non aggiungerla, ma accertati piuttosto che la sua voce biografica contenga il template Bio e che i dati anagrafici siano correttamente compilati. Se il template Bio manca, inseriscilo tu stesso o, in alternativa, metti l'avviso {{tmp\|Bio}} che ne segnala la mancanza. Se i dati riportati sono sbagliati, correggi direttamente la voce biografica; le modifiche saranno visibili in questa lista entro pochi giorni. Per chiarimenti vedi il progetto antroponimi. La lista contiene solo le 100 persone che sono citate nell'enciclopedia e per le quali è stato implementato correttamente il template Bio. Pagina aggiornata al 22 lug 2025. |

Questa è una lista di persone presenti nell'enciclopedia che hanno il nome Raúl e sono calciatori.

## A(6)
- Raúl Albentosa, calciatore spagnolo (Alzira, n. 1988)
- Raúl Albiol, calciatore spagnolo (Vilamarxant, n. 1985)
- Raúl Alexandre, calciatore portoghese (n. 1910)
- Raúl Vasquez Arellano, calciatore messicano (n. 1935 - † 1997)
- Raúl Asencio, calciatore spagnolo (Vila-real, n. 1998)
- Raúl Asencio, calciatore spagnolo (Las Palmas, n. 2003)

## B(8)
- Raúl Banfi, calciatore uruguaiano (Montevideo, n. 1914 - Salto, † 1982)
- Raúl Becerra, calciatore argentino (Río Gallegos, n. 1987)
- Raúl Belén, calciatore argentino (Santa Fe, n. 1931 - Rosario, † 2010)
- Raúl Bernao, calciatore argentino (Sarandí, n. 1941 - † 2007)
- Raúl Blanco Juncal, calciatore spagnolo (Moaña, n. 2001)
- Raúl Bobadilla, calciatore argentino (Buenos Aires, n. 1987)
- Raúl Bravo, ex calciatore spagnolo (Gandia, n. 1981)
- Maximiliano Burruzo, calciatore uruguaiano (Montevideo, n. 2003)

## C(9)
- Raúl Camacho, calciatore messicano (Sinaloa, n. 2002)
- Raúl Ernesto Cardozo, ex calciatore argentino (Morón, n. 1967)
- Raúl Cascini, ex calciatore argentino (San Fernando, n. 1971)
- Raúl Castro Peñaloza, calciatore boliviano (La Paz, n. 1989)
- Raúl Castronovo, ex calciatore argentino (Rosario, n. 1949)
- Raúl Conti, calciatore argentino (Pergamino, n. 1928 - Buenos Aires, † 2004)
- Raúl Córdoba, calciatore messicano (León, n. 1924 - † 2017)
- Raúl Cáceres, calciatore paraguaiano (Asunción, n. 1991)
- Raúl Cámara, ex calciatore spagnolo (Madrid, n. 1984)

## D(6)
- Raúl Decaría, calciatore argentino (Buenos Aires, n. 1939 - Buenos Aires, † 2024)
- Raúl Díaz Arce, ex calciatore salvadoregno (San Miguel, n. 1970)
- Raul Figueiredo, calciatore portoghese (n. 1927)
- Raúl de Tomás, calciatore spagnolo (Madrid, n. 1994)
- Raúl del Campo, ex calciatore spagnolo (Santander, n. 1982)
- Ricardo dos Santos, ex calciatore uruguaiano (Montevideo, n. 1965)

## E(4)
- Raúl Echeverría, calciatore argentino
- Raúl Enríquez, ex calciatore messicano (Armería, n. 1985)
- Raúl Esnal, calciatore uruguaiano (Las Piedras, n. 1956 - San Salvador, † 1993)
- Raúl Estévez, ex calciatore argentino (Lomas de Zamora, n. 1978)

## F(5)
- Raúl Fabiani, ex calciatore spagnolo (Valencia, n. 1984)
- Raúl Fernández-Cavada Mateos, calciatore spagnolo (Bilbao, n. 1988)
- Raúl Fernández Valverde, calciatore peruviano (Lima, n. 1985)
- Raúl Forteis, ex calciatore argentino (La Plata, n. 1948)
- Raúl Fuster, ex calciatore spagnolo (Elche, n. 1985)

## G(13)
- Raúl Gañán, ex calciatore spagnolo (Bilbao, n. 1974)
- Raúl García Carnero, ex calciatore spagnolo (La Coruña, n. 1989)
- Raúl García, calciatore spagnolo (Olesa de Montserrat, n. 2000)
- Raúl García, ex calciatore peruviano (n. 1959)
- Raúl Goni, ex calciatore spagnolo (Saragozza, n. 1988)
- Raúl Alberto González, ex calciatore argentino (Venado Tuerto, n. 1976)
- Raúl González Guzmán, calciatore venezuelano (Valencia, n. 1985)
- Raúl Isaac González, ex calciatore cileno (n. 1956)
- Raúl González, ex calciatore portoricano (Ocean Springs, n. 1994)
- Raúl Gorriti, calciatore peruviano (Camaná, n. 1956 - Camaná, † 2015)
- Raúl Gudiño, calciatore messicano (Guadalajara, n. 1996)
- Raúl Guerrón, ex calciatore ecuadoriano (El Juncal, n. 1976)
- Raúl García, ex calciatore spagnolo (Pamplona, n. 1986)

## I(2)
- Raúl Iberbia, ex calciatore argentino (Carmen de Areco, n. 1989)
- Raúl Isiordia, ex calciatore messicano (Tepic, n. 1952)

## J(1)
- Raúl Jiménez, calciatore messicano (Tepeji del Río de Ocampo, n. 1991)

## L(7)
- Raúl Lara, ex calciatore messicano (Città del Messico, n. 1973)
- Raúl Leguías, ex calciatore panamense (Colón, n. 1981)
- Raúl Lizoain, calciatore spagnolo (Las Palmas de Gran Canaria, n. 1991)
- Raúl Llorente, ex calciatore spagnolo (Madrid, n. 1986)
- Raúl Loaiza, calciatore colombiano (Cartagena de Indias, n. 1994)
- Raúl Lozano, calciatore argentino (Quilmes, n. 1997)
- Raúl López Gómez, calciatore messicano (Zapopan, n. 1993)

## M(8)
- Raúl Machado, calciatore portoghese (Matosinhos, n. 1937 - † 2023)
- Raúl Madero, calciatore argentino (Buenos Aires, n. 1939 - † 2021)
- Raúl Medeiros, ex calciatore boliviano (Santa Cruz de la Sierra, n. 1975)
- Raúl Michel Melo da Silva, calciatore brasiliano (Belém, n. 1989)
- Alvin Mendoza, ex calciatore messicano (Città del Messico, n. 1984)
- Raúl Mezzadra, calciatore argentino (Florida, n. 1914)
- Raúl Moro, calciatore spagnolo (Abrera, n. 2002)
- Raúl Muñoz, ex calciatore cileno (Curicó, n. 1975)

## N(4)
- Raúl Nava, ex calciatore messicano (Città del Messico, n. 1990)
- Raúl Navarro, calciatore spagnolo (Siviglia, n. 1994)
- Raúl Nogués, ex calciatore argentino (Buenos Aires, n. 1952)
- Raúl Noriega, ex calciatore ecuadoriano (Guayaquil, n. 1970)

## O(3)
- Raúl Olivares, calciatore cileno (Santiago del Cile, n. 1988)
- Raúl Osorio, calciatore cileno (Graneros, n. 1995)
- Raúl Otero, ex calciatore uruguaiano (Montevideo, n. 1970)

## P(6)
- Raúl Palacios, ex calciatore cileno (Los Andes, n. 1976)
- Raúl Parra, calciatore spagnolo (Saragozza, n. 1999)
- Raúl Peralta, ex calciatore argentino (Córdoba, n. 1969)
- Raúl Páez, calciatore argentino (Córdoba, n. 1937 - † 1996)
- Raúl Párraga, ex calciatore peruviano (Lima, n. 1946)
- Raúl Adolfo Pérez, calciatore argentino (Buenos Aires, n. 1939 - † 2014)

## R(5)
- Raúl Rodríguez Navas, calciatore spagnolo (Siviglia, n. 1988)
- Octavio Rivero, calciatore uruguaiano (Treinta y Tres, n. 1992)
- Raúl Rodríguez Navarro, ex calciatore spagnolo (Vilassar de Mar, n. 1987)
- Raúl Ruidíaz, calciatore peruviano (Lima, n. 1990)
- Raúl Ruiz Matarín, calciatore spagnolo (Alicante, n. 1990)

## S(5)
- Raúl Sánchez, calciatore cileno (Valparaíso, n. 1933 - † 2016)
- Raúl Sandoval, calciatore messicano (Ahome, n. 2000)
- Raúl Savoy, calciatore argentino (San Antonio de Areco, n. 1940 - Buenos Aires, † 2003)
- Raúl Schiaffino, calciatore uruguaiano (Montevideo, n. 1923 - Montevideo, † 1993)
- Raúl Servín, ex calciatore messicano (Città del Messico, n. 1963)

## T(6)
- Raúl Tamudo, ex calciatore spagnolo (Barcellona, n. 1977)
- Raúl Tarragona, calciatore uruguaiano (Montevideo, n. 1987)
- Raúl Tito, calciatore peruviano (Distretto di Villa María del Triunfo, n. 1997)
- Raúl Toro, calciatore cileno (Copiapó, n. 1911 - Santiago del Cile, † 1982)
- Raúl Torrente, calciatore spagnolo (San Javier, n. 2001)
- Raúl Torres, calciatore messicano (Monclova, n. 1996)

## V(2)
- Raúl Valbuena, ex calciatore spagnolo (Madrid, n. 1975)
- Hernán Villalba, ex calciatore argentino (Rosario, n. 1989)